# Przemysław Nowakowski (scenarzysta)
Przemysław Nowakowski (ur. 13 września 1970 w Warszawie) – polski dziennikarz, dramaturg, scenarzysta filmowy i telewizyjny.

## Życiorys
W 1994 ukończył studia w Instytucie Historii Sztuki Uniwersytetu Warszawskiego. Studiował także na Uniwersytecie Kalifornijskim w Los Angeles, w Binger Film Institute w Amsterdamie i Mistrzowskiej Szkole Filmowej Andrzeja Wajdy.
Pracował jako dziennikarz w Polskim Radiu, prowadził program "Seans filmowy" w Telewizji Polskiej. Jest autorem scenariuszy seriali telewizyjnych, filmów fabularnych oraz sztuk teatralnych.